# Un romantico a Milano
Un romantico a Milano è un brano musicale del gruppo Indie rock italiano Baustelle, dedicato allo scrittore toscano Luciano Bianciardi, emigrato a Milano negli anni cinquanta, ed estratto come secondo singolo dall'album La malavita, pubblicato nel 2005 dall'etichetta discografica Warner Music Italy.

## Il brano
Il singolo è stato presentato in occasione di una rassegna musicale organizzata presso il Castello di Otranto. Il brano è ufficialmente stato reso disponibile per l'airplay radiofonico il 31 marzo 2006. Il brano cita personaggi recenti come Piero Manzoni e Bruno Munari.

## Il video
Il videoclip prodotto per Un romantico a Milano è stato diretto da Lorenzo Vignolo ed è stato girato a Milano, la sequenza iniziale riprende via Eustachi e il quadrivio tra via Eustachi e via Plinio. Il videoclip è stato nominato al Premio Videoclip Italiano 2006, nella categoria "Emergenti".
Nel video, che è un omaggio al film Baci rubati, di François Truffaut, un uomo segue goffamente una donna misteriosa, che dopo essere entrata in un bar scambia una valigetta con un altro uomo, altra citazione che richiama la vicenda del criminale Luciano Lutring. Altro evidente omaggio alla Nouvelle Vague è la scena dove due uomini e una donna ballano al bar, chiarissima citazione della famosa scena di Bande à part di Jean-Luc Godard.
Alla storia principale del video, si alternano sequenze del gruppo che suona presso Bastioni di Porta Venezia.